# Tartit
Tartit est un groupe musical malien, originaire de la région de Tombouctou. Les membres sont des touaregs à l'époque réfugiés au camp de Bassikounou, en Mauritanie, dans les années 1990 pendant la rébellion touarègue. Le groupe, au départ composé d'une vingtaine de personnes, en compte une dizaine.

## Histoire
Tartit signifie en tamasheq « union ». En décembre 1995, le groupe participe au Festival Voix de femmes à Liège en Belgique. S'ensuit une carrière internationale qui lui permet de diffuser la culture touarègue partout dans le monde. En 1997, Tartit sort son premier album intitulé Amazagh, suivi en 2000 de Ichichila. À partir d'Ichichila, une guitare électrique est introduite, cohabitant avec les instruments autochtones. En 2003, ils participent au Festival au désert à Essakane aux côtés de Tinariwen et d'Ali Farka Touré. En 2006, Tartit enregistre un nouvel album, Abacabok. Les femmes chantent, jouent du tambour tindé et lancent des youyous. les hommes sont aux cordes, acoustiques et électriques. Le groupe s'allie la même année avec Afel Bocoum et Habib Koité pour former un collectif, Desert Blues, autour de Michel Jaffrennou et réaliser un spectacle multimédia au musée du Quai Branly,,. 
En 2018, après plus de six ans de silence discographique, Tartit se réunit à Bamako pour enregistrer un nouvel album, Amankor (l'exil) paru en janvier 2019 sur le label anglais World Music Network.

## Membres
- Fadimata Walet Oumar (alias Disco)
- Mama Walett Amoumine
- Fadimata Walet Mohamedun
- Zeinabou Walett Oumar
- Tafa Walett Alhousseini
- Amano Ag Issa
- Mohamed Issa Ag Oumar
- Mossa Ag Mohamed
- Idwal Ag Mohamed

## Discographie
- 1997 : Amazagh
- 2000 : Ichichila
- 2006 : Abacabok[3],[6]
- 2019 : Amankor (the Exile). World Music Network/Riverboat[5],[7]